# Badminton-Mannschaftseuropameisterschaft 2025/Qualifikation
Vom 4. bis zum 8. Dezember 2024 fanden sechs Qualifikationsturniere für die Badminton-Mannschaftseuropameisterschaft 2025 statt.

## Austragungsorte
| Gruppe | Ort                                     | Qualifiziert | Ausgeschieden               |
| ------ | --------------------------------------- | ------------ | --------------------------- |
| 1      | Wipperfürth VOSS Arena                  | Frankreich   | Slowakei Slowenien Schweden |
| 2      | Ibiza Poliesportiu Sa Blanca Dona       | Spanien      | Belgien Estland Portugal    |
| 3      | Wipperfürth VOSS Arena                  | Deutschland  | Irland Italien Norwegen     |
| 4      | Haarlem Duijnwijck Hall                 | Niederlande  | Island Türkei Ukraine       |
| 5      | Milton Keynes National Badminton Centre | England      | Österreich Polen Israel     |
| 6      | Sofia Badminton Hall Europe             | Tschechien   | Bulgarien Kroatien Ungarn   |
| 6      | Sofia Badminton Hall Europe             | Tschechien   | Finnland Schweiz            |

## Gruppe 1
| Platz | Team       | Pld | W | L | MF | MA | MD  | GF | GA | GD  | PF  | PA  | PD   | Pts | Qualifikation |
| ----- | ---------- | --- | - | - | -- | -- | --- | -- | -- | --- | --- | --- | ---- | --- | ------------- |
| 1     | Frankreich | 3   | 3 | 0 | 14 | 1  | +13 | 29 | 4  | +25 | 687 | 462 | +225 | 3   | Q             |
| 2     | Schweden   | 3   | 2 | 1 | 10 | 5  | +5  | 21 | 11 | +10 | 622 | 496 | +126 | 2   |               |
| 3     | Slowenien  | 3   | 1 | 2 | 6  | 9  | −3  | 12 | 18 | −6  | 445 | 522 | −77  | 1   |               |
| 4     | Slowakei   | 3   | 0 | 3 | 0  | 15 | −15 | 1  | 30 | −29 | 378 | 652 | −274 | 0   |               |

## Gruppe 2
| Platz | Team     | Pld | W | L | MF | MA | MD  | GF | GA | GD  | PF  | PA  | PD   | Pts | Qualifikation |
| ----- | -------- | --- | - | - | -- | -- | --- | -- | -- | --- | --- | --- | ---- | --- | ------------- |
| 1     | Spanien  | 3   | 3 | 0 | 14 | 1  | +13 | 28 | 6  | +22 | 674 | 494 | +180 | 3   | Q             |
| 2     | Estland  | 3   | 2 | 1 | 10 | 5  | +5  | 21 | 13 | +8  | 637 | 574 | +63  | 2   |               |
| 3     | Belgien  | 3   | 1 | 2 | 5  | 10 | −5  | 11 | 20 | −9  | 536 | 581 | −45  | 1   |               |
| 4     | Portugal | 3   | 0 | 3 | 1  | 14 | −13 | 7  | 28 | −21 | 513 | 711 | −198 | 0   |               |

## Gruppe 3
| Platz | Team        | Pld | W | L | MF | MA | MD  | GF | GA | GD  | PF  | PA  | PD   | Pts | Qualifikation |
| ----- | ----------- | --- | - | - | -- | -- | --- | -- | -- | --- | --- | --- | ---- | --- | ------------- |
| 1     | Deutschland | 3   | 3 | 0 | 14 | 1  | +13 | 29 | 8  | +21 | 759 | 534 | +225 | 3   | Q             |
| 2     | Italien     | 3   | 2 | 1 | 8  | 7  | +1  | 19 | 16 | +3  | 624 | 591 | +33  | 2   |               |
| 3     | Irland      | 3   | 1 | 2 | 5  | 10 | −5  | 15 | 21 | −6  | 615 | 658 | −43  | 1   |               |
| 4     | Norwegen    | 3   | 0 | 3 | 3  | 12 | −9  | 7  | 25 | −18 | 418 | 633 | −215 | 0   |               |

## Gruppe 4
| Platz | Team        | Pld | W | L | MF | MA | MD  | GF | GA | GD  | PF  | PA  | PD   | Pts | Qualifikation |
| ----- | ----------- | --- | - | - | -- | -- | --- | -- | -- | --- | --- | --- | ---- | --- | ------------- |
| 1     | Niederlande | 3   | 3 | 0 | 12 | 3  | +9  | 26 | 8  | +18 | 670 | 509 | +161 | 3   | Q             |
| 2     | Türkei      | 3   | 2 | 1 | 10 | 5  | +5  | 22 | 11 | +11 | 628 | 526 | +102 | 2   |               |
| 3     | Ukraine     | 3   | 1 | 2 | 6  | 9  | −3  | 13 | 20 | −7  | 556 | 600 | −44  | 1   |               |
| 4     | Island      | 3   | 0 | 3 | 2  | 13 | −11 | 4  | 26 | −22 | 378 | 597 | −219 | 0   |               |

## Gruppe 5
| Platz | Team       | Pld | W | L | MF | MA | MD | GF | GA | GD  | PF  | PA  | PD   | Pts | Qualifikation |
| ----- | ---------- | --- | - | - | -- | -- | -- | -- | -- | --- | --- | --- | ---- | --- | ------------- |
| 1     | England    | 3   | 3 | 0 | 12 | 3  | +9 | 26 | 6  | +20 | 648 | 463 | +185 | 3   | Q             |
| 2     | Polen      | 3   | 2 | 1 | 9  | 6  | +3 | 19 | 14 | +5  | 597 | 580 | +17  | 2   |               |
| 3     | Österreich | 3   | 1 | 2 | 6  | 9  | −3 | 12 | 19 | −7  | 513 | 583 | −70  | 1   |               |
| 4     | Israel     | 3   | 0 | 3 | 3  | 12 | −9 | 7  | 25 | −18 | 492 | 624 | −132 | 0   |               |

## Gruppe 6

### Subgruppe 1
| Platz | Team      | Pld | W | L | MF | MA | MD | GF | GA | GD  | PF  | PA  | PD   | Pts | Qualifikation      |
| ----- | --------- | --- | - | - | -- | -- | -- | -- | -- | --- | --- | --- | ---- | --- | ------------------ |
| 1     | Bulgarien | 2   | 2 | 0 | 8  | 2  | +6 | 17 | 5  | +12 | 433 | 299 | +134 | 2   | Entscheidungsspiel |
| 2     | Ungarn    | 2   | 1 | 1 | 4  | 6  | −2 | 9  | 12 | −3  | 333 | 371 | −38  | 1   |                    |
| 3     | Kroatien  | 2   | 0 | 2 | 3  | 7  | −4 | 6  | 15 | −9  | 303 | 399 | −96  | 0   |                    |

### Subgruppe 2
| Platz | Team       | Pld | W | L | MF | MA | MD | GF | GA | GD  | PF  | PA  | PD   | Pts | Qualifikation      |
| ----- | ---------- | --- | - | - | -- | -- | -- | -- | -- | --- | --- | --- | ---- | --- | ------------------ |
| 1     | Tschechien | 2   | 2 | 0 | 8  | 2  | +6 | 17 | 6  | +11 | 466 | 377 | +89  | 2   | Entscheidungsspiel |
| 2     | Schweiz    | 2   | 1 | 1 | 5  | 5  | 0  | 12 | 10 | +2  | 408 | 379 | +29  | 1   |                    |
| 3     | Finnland   | 2   | 0 | 2 | 2  | 8  | −6 | 5  | 18 | −13 | 337 | 455 | −118 | 0   |                    |